# Strange way
Strange way is een single van Firefall. Het is afkomstig van hun album Elan. Het album haalde daarbij grote successen, het werd in de Verenigde Staten platina. In Nederland en België bleef de band in de anonimiteit. Geen enkel album of single haalde hier en het Verenigd Koninkrijk de hitparade. In de Verenigde Staten haalde de single de elfde plaats in de Billboard Hot 100, ook in Australië haalde het een notering.
De stijl is countryrock richting Kansas. Opvallend aan het nummer is het gebruik van de dwarsfluit en een jazz-intermezzo.

## NPO Radio 2 Top 2000
Strange way stond alleen in 1999 in de NPO Radio 2 Top 2000, op plek 1982.